# Francesc Ricomà de Castellarnau
Francesc Ricomà de Castellarnau (Tarragona, 27 de gener de 1960) és un polític català, diputat al Congrés dels Diputats de la V a la IX legislatures.
Diplomat en Graduat Social i professor de formació professional, ha treballat a l'Institut Nacional d'Estadística.
Ha estat secretari general provincial del PP de Tarragona, delegat provincial de la Fundació Cánovas del Castillo, conseller de Tarragona de 1996 a 1999 i primer tinent d'alcalde de 1999 a 2003.
Ha estat diputat pel PP per la província de Tarragona a les eleccions generals espanyoles de 1993 (on el 1994 va substituir en el seu escó Juan Manuel Fabra Vallés, 1996, 2000, 2004 i 2008. Ha estat suplent de la Delegació espanyola en l'Assemblea Parlamentària de l'OTAN i portaveu adjunt de la Comissió d'Afers Exteriors.
Nomenat president del PP a Tarragona per Alejandro Fernández Álvarez a mitjans de 2021 va dimitir del càrrec en arribar el mes de setembre.